# Ист Сент Луис (Илиноис)
Ист Сент Луис (енгл. East St. Louis) град је у америчкој савезној држави Илиноис. По попису становништва из 2010. у њему је живело 27.006 становника.

## Демографија
Према попису становништва из 2010. у граду је живело 27.006 становника, што је 4.536 (14,4%) становника мање него 2000. године.
| Група             | 2000.          | 2010.          |
| Белци             | 363 (1,2%)     | 219 (0,8%)     |
| Афроамериканци    | 30.829 (97,7%) | 26.454 (98,0%) |
| Азијати           | 24 (0,1%)      | 26 (0,1%)      |
| Хиспаноамериканци | 230 (0,7%)     | 133 (0,5%)     |
| Укупно            | 31.542         | 27.006         |